# 말레리사우루스

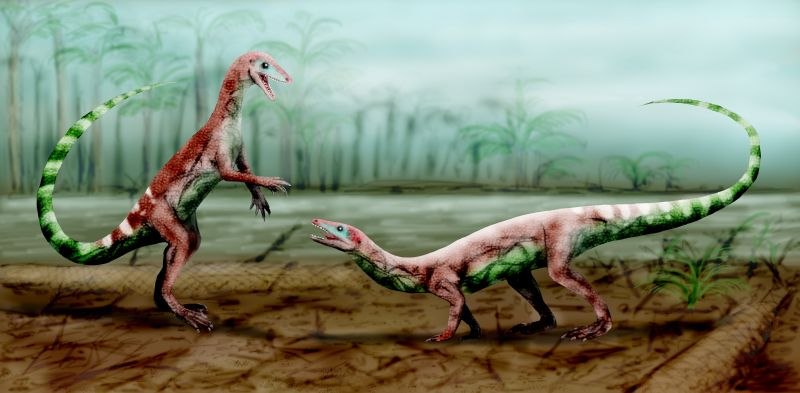

말레리사우루스(학명:Malerisaurus robinsonae)는 도마뱀목 아젠도사우루스과에 속하는 도마뱀이다. 지금은 멸종한 종으로서 전체적인 몸길이가 1.2m인 중형급 도마뱀에 속한다.

## 특징
말레리사우루스(Malerisaurus)는 인도의 안드라 프라데시(Andhra Pradesh)와 미국의 텍사스(Texas)에서 알려진 대수로모형의 멸종된 도마뱀의 한 속이다. 말레리사우루스는 길이가 평균 1.2m인 중간 크기의 아크로모프였다. 말레리사우루스는 ISIR 150의 홀로타입으로 알려져 있는데 두 개의 관절형 및 거의 완전한 골격으로 파라수쿠스 히솔오피의 두개 골격의 추정 위 내용물로 발견되었다. 그것은 후기 카니안이나 후기 트라이아스기의 초기 노리안 무대와 연대하여 로어 말레리 포메이션에서 수집되었다. 말레리사우루스 로빈슨자리 엠은 아마도 나무에 오르고 물에서 수영할 수 있는 작은 아크로모프였다. 이 두개골은 육식성 식단에 어느 정도 적응이 되었지만 그럼에도 불구하고 전문화되지 않았고 아마도 곤충에 더 가까울 것이다.디아피드 두개골로 보이는 말레리사우루스는 비보정 후두엽, 하두근 및 하두근성 페네스트레이, 그레이시 형태, 원시 거들, 긴 자궁경부, 피부 무기의 부재 등에서 원시적이고 진보된 면모를 보여준다. 채터지(1980년)는 현재 네 가족을 대표하는 하위 주문인 프롤라세르티폼에 할당했다. 샤로비프테리지과, 프로토로사우루스과, 프롤라세르트과, 타니스트로페과.채터지는 잠정적으로 말레리사우루스를 프로토로사우루스와 가까운 존재로 여겼다. 두 번째 종인 M. 랭스토니는 부분적이지만 잘 보존되지 않은 해골인 홀로타입 TMM 31099-11에서 알려져 있다. 그것은 약 2억 2천 2억 2천 7백 5십만 년 전 후기 트라이아스기의 초기 카니안 무대에서 유래한 치늘 그룹의 콜로라도 시티 포메이션의 오티스 분필리 2 (TMM 31099 지역)에서 수집되었다. 그것은 텍사스의 하워드 카운티에서 발견되었다. 스필만 외(2006) M. 랑스토니의 타입 소재를 다시 탈피하여 트릴로포사우루스, T. 부에트네리의 타입과 구별할 수 없다는 결론을 내렸으며 따라서 M. 랑스토니는 후배의 동의어를 나타낸다. 네스빗 외 연구진(2017)은 말레리사우르스를 아젠도사우루스과에 속하는 알로코토사우루스(Azendohsaurusae)의 아크로모프(Allokotosausian Archosauromphorph)[5]로 재해석했다. 2021년에 네스빗 외말레리사우루스를 다시 한 번 보고 그것이 일찍 전해지는 것이지만 늦게 살아남은 육식성 아젠도사우루스라는 것을 알았다. 이러한 연구는 또한 M. 랭스토니가 유효한 말레리사우루스 종이라는 것을 발견했다. 말레리사우루스(Malerisaurus)는 1980년 산칼 채터지에 의해 이름이 지어졌으며 종류는 인도에서 일했던 영국의 고생물학자인 파멜라 람플루 로빈슨을 기리기 위해 이름 붙여진 말레리사우루스 로빈슨이다. 두 번째 종인 M. 랭스토니는 1986년에 그에 의해 이름이 지어졌다. 총칭은 활자종의 홀로타입이 수집된 하부 말레리형성과 '마법사'를 뜻하는 그리스어 사우로스의 이름에서 유래했다. M. 랭스토니의 구체적인 이름은 미국의 고생물학자와 완 랑스턴 주니어를 기린다. 또한 말레리사우루스는 4족보행뿐만 아니라 앞다리를 들어 2족보행도 가능했던 도마뱀이였다. 양턱에는 총 15~25개의 삼각형 모양의 이빨을 가지고 있다. 먹이로는 당대에 서식했었던 물고기, 절지동물, 곤충 등을 주로 잡아먹고 살았을 육식성의 도마뱀으로 추정되는 종이다.

## 생존시기와 서식지와 화석의 발견
말레리사우루스가 생존했던 시기는 중생대의 트라이아스기 후기로서 지금으로부터 2억년전~1억 8000만년전에 생존했던 종이다. 생존했던 시기에는 인도를 포함한 아시아와 미국을 포함한 북아메리카에 형성된 산맥으로 이뤄진 밀림 및 열대우림이나 강에서 주로 서식했던 도마뱀이다. 화석의 발견은 1980년에 각각 인도와 미국의 트라이아스기에 형성된 지층에서 고생물학자들에 의하여 처음으로 화석이 발견되어 새롭게 명명된 종이다.

## 같이 보기
- 파충류
- 중생대
- 트라이아스기
- 도마뱀
- 화석